# 广州地铁5号线
广州地铁5号线是廣州地鐵的營運路線之一，屬於城市軌道交通，代表色為紅色。該路線是廣州地鐵線網中的一條東西向幹線，現時共设30座车站，設1个车辆段及1座停車場。现時路線西起荔灣區芳村滘口，东至黄埔区黃埔新港。车厢编制为6节L型编组列车。

## 概要
五号线分为首期和东延段。其中首期于2009年12月28日开通，长约31.9km，设24座车站；东延段于2023年12月28日开通，长约9.76km，设6座车站。
五號綫大致呈東西走向，略呈宽「n」字型。起点在芳村大道西的南侧、滘口客运站东侧的滘口站，沿珠江大桥西桥北侧与珠江大桥放射线并行跨越珠江前往大坦沙岛，自坦尾站后从高架进入地下，向东穿过中山八路立交桥，再折向北经过和平新村，穿过一片建成区到达西村站。之后沿环市路走廊敷设。过动物园南門后折向南行到杨箕站。经五羊新城向东沿花城大道穿越珠江新城、员村地区之后向東北，至科韵路黄埔大道立交后沿黄埔大道敷设，在黄埔大道主支线交汇点后向东设置至鱼珠站，到中山大道东路段后折入大沙地路，至石化路交界处的文冲站。随后穿越文园山公园、广州航海学院黄埔校区、双沙工业园、庙头路一带至庙头站后沿黄埔东路敷设，至开发大道立交位置折向南行，沿开发大道向南至终点黄埔新港站。
五號綫的魚珠車輛段，位於三溪站東北方，路线的控制中心亦设在其中。同時，鱼珠车辆段是廣州地鐵的直線電機列車架修、大修基地。东延段开通后新增双岗停车场，该停车场将发展上盖物业。
五號綫的地下路段也是国内盾构区间地质最复杂的隧道。

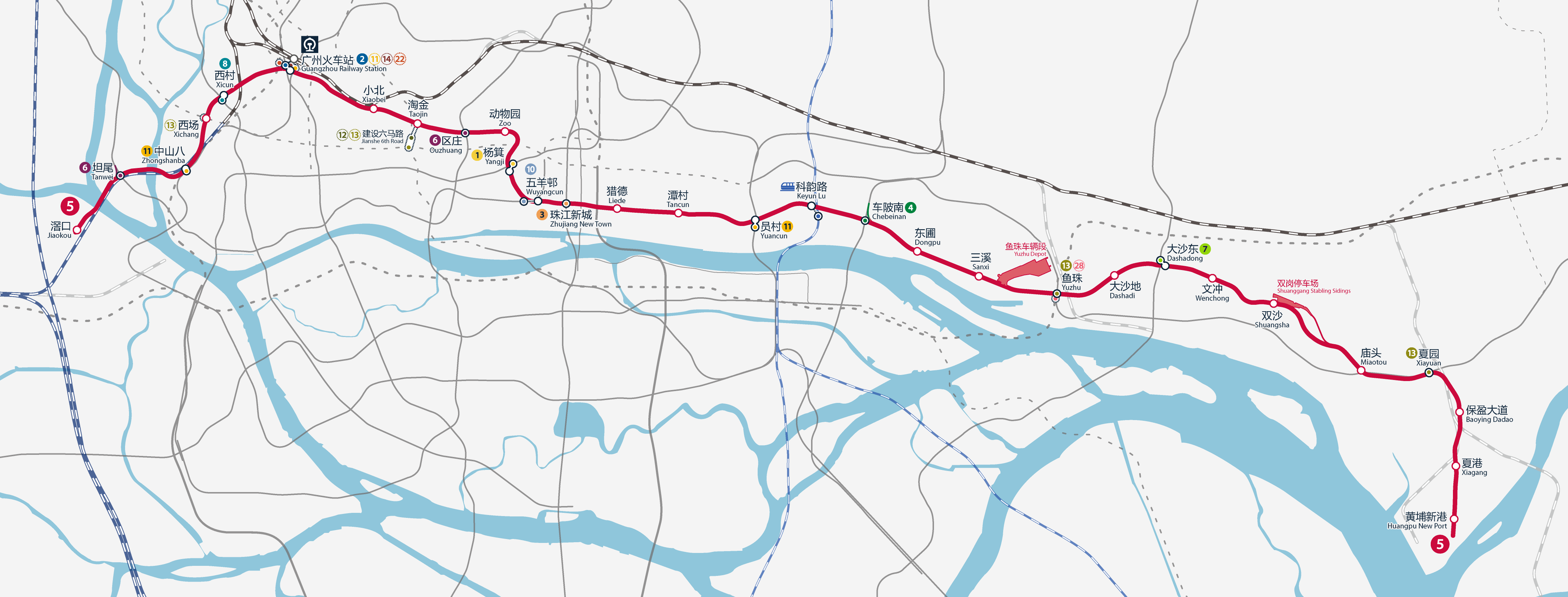
5號線線路圖，按真實走向比例繪畫

## 歷史

### 規劃
在1997年的《廣州市城市快速軌道交通線網規劃研究（最終報告）》中，當時的3號綫已經與現時5號綫大致相同，但當時路線通過西村後繼續沿環市西路，到達南岸路後則過江前往大坦沙島上的河沙村，再度過江前往金沙洲，以沙貝為西端終點；中段則通過淘金站後開始轉向東南，在東山口站與1號綫換乘，隨後轉入寺右新馬路、花城大道，通過五羊新城、珠江新城；再轉入黃埔大道，在通過茅崗立交後繼續沿黃埔東路延伸，在夏園分岔，一支繼續前往新塘一帶，另一支則轉入夏港大道，以黃埔客運港為終點。
後來於2003年方案中，該線路編號變更為5號線，西段改為西場站後大致向西南偏南轉入中山八路，隨後通過珠江大橋東西兩橋，大致與廣三鐵路平行，到達芳村，現滘口客運站為西端終點。中段在通過淘金站後繼續沿環市路伸展，在區莊立交東側設站後轉向東南偏東，改為在楊箕站與1號綫交匯；而東段往黃埔客運港之支線獨立成為當時的14號線，在文園轉向北邊，隨後轉向西邊進入大沙地後再進入中山大道，大致向西北延伸。隨後2003年方案局部修改，5號綫與當時的14號線交換茅崗立交以東路段，並在茅崗立交南邊交匯，故5號綫改為在茅崗立交南邊轉向東北接入大沙地路，然後沿大沙地路東西向西延伸，最後轉入夏港大道到達黃埔客運港。黃埔東路往新塘一段現時則成為13号线的一部分。同時應市民強烈要求，在廣州動物園南門的環市路上增設動物園站，隨後才以一個小半徑曲線進入楊箕站。五號綫的走向得以基本定型。
五號線雖然全線以六節編組進行設計，但原計劃是先使用4節編組列車進行營運，遠期才擴編至6節編組。後來由於僅使用3節編組列車的3號線過於擁擠，意味著「小編組高密度」模式無法滿足骨幹線路的需要。在2008年，地鐵公司透露5號線開通時將直接使用6節編組列車。

### 建造與營運

#### 首期（滘口至文沖）
2004年5月28日，正式動工建設五號綫首期工程（滘口至文沖段）。大坦沙-西場、西場-草暖公園、草暖公園-淘金，三個盾構區間共三台盾構機在2006年6月26日同時始發，標誌着五號線全面動工。由於五號綫穿越多個地質惡劣地帶，工程進展不太順利，曾出現湧水、地陷等險情，也出現過施工意外，甚至影響到了路面交通。工程同時也對1號線，2號線的既有車站楊箕站及廣州火車站進行改造，讓其適應與5號線換乘的需要。
2009年4月19日凌晨，西草區間右線盾構機抵達西村站，標誌着五號線區間全部貫通。同年9月20日凌晨，廣州地鐵五號線熱滑獲得圓滿成功。在10月15日，市民代表受邀試乘五號線。2009年12月28日上午，廣州地鐵五號線開通儀式於珠江新城站地面舉行，同日下午2時，全線正式通車，對外營運。

#### 东延段（文沖至黄埔新港）
2016年11月，东延段规划已通过专家评估。2017年3月下旬，獲國家發改委批覆立項，作為廣州市新一輪軌道交通（2015-2025）建設規劃方案的候補線路之一。工可报告亦在2018年1月上旬获批。
2018年11月19日，東延段正式開工建設。2020年10月，广州开发区至黄埔客运港区间右线隧道盾构顺利始发，成为东延段首台始发盾构。该区间双线于2021年12月贯通，亦成为首个贯通区间。2021年10月，广州开发区站成为东延段首座封顶的车站。2022年6月30日，作为全线最后一个始发的区间，保盈大道至广州开发区区间右线开始始发。2023年1月，庙头路站作为全线最后一座车站封顶，以及隧道全部贯通。2023年4月，全线长轨贯通。同年8月底，全线轨行区和双岗停车场完成“三权”移交；所有车站亦在同年10月完成“三权”移交。
2023年12月28日上午，广州地铁在蘿崗站举办新线開通活动。同日中午12时，5号线东延段正式开通运营。

## 车站
5号线全长41.7公里，全線共设30個车站，其中滘口站和坦尾站兩個為高架車站，其余28個均為地下車站。
5号线首期利用暗挖法建设以及由早期线路建成的车站均使用搪瓷板装修；其它地下车站则主要使用不同配色的玻璃板装修，并在墙面和柱体下方使用玻璃仿马赛克砖进行装饰；站台设有叶根友仿书法电脑字体的站名大字。东延段则主要采用白色玻璃幕板装修，并配以不同颜色的天花吊顶；站台则采用楷体站名大字。
另外，本线的动物园站为广州地铁系统中首个采用叠式侧式站台的地铁站。
| 車站編號                                                                                             | 站名及配色 | 站名及配色 | 换乘路线                                       | 所在地 | 啟用時間       | 车站形式           |
| 5號線                                                                                                | 5號線      | 5號線      | 5號線                                          | 5號線  | 5號線          | 5號線              |
| --- | ---------- | ---------- | ---------------------------------------------- | ------ | -------------- | ------------------ |
| 501                                                                                                  |            | 滘口       |                                                | 荔湾区 | 2009年12月28日 | 高架島式站台       |
| 502                                                                                                  |            | 坦尾       | 6号线 605                                      | 荔湾区 | 2009年12月28日 | 高架島式站台       |
| 503                                                                                                  |            | 中山八     | 11号线 1117                                    | 荔湾区 | 2009年12月28日 | 地下島式站台       |
| 504                                                                                                  |            | 西场       | 13号线                                         | 荔湾区 | 2009年12月28日 | 地下分离式島式站台 |
| 505                                                                                                  |            | 西村       | 8号线 810                                      | 荔湾区 | 2009年12月28日 | 地下分离式島式站台 |
| 506                                                                                                  |            | 广州火车站 | 2号线 216 、11号线 1114、14号线、22号线 广州站 | 越秀区 | 2009年12月28日 | 地下分离式島式站台 |
| 507                                                                                                  |            | 小北       |                                                | 越秀区 | 2009年12月28日 | 地下分离式島式站台 |
| 508                                                                                                  |            | 淘金       | 建设六马路站：12号线 1214、13号线              | 越秀区 | 2009年12月28日 | 地下島式站台       |
| 509                                                                                                  |            | 区庄       | 6号线 615                                      | 越秀区 | 2009年12月28日 | 地下分离式島式站台 |
| 510                                                                                                  |            | 动物园     |                                                | 越秀区 | 2009年12月28日 | 地下叠式侧式站台   |
| 511                                                                                                  |            | 杨箕       | 1号线 113                                      | 越秀区 | 2009年12月28日 | 地下島式站台       |
| 512                                                                                                  |            | 五羊邨     | 10号线 1011[虚拟]                              | 越秀区 | 2009年12月28日 | 地下島式站台       |
| 513                                                                                                  |            | 珠江新城   | 3号线 310                                      | 天河区 | 2009年12月28日 | 地下侧式站台       |
| 514                                                                                                  |            | 猎德       |                                                | 天河区 | 2009年12月28日 | 地下岛式站台       |
| 515                                                                                                  |            | 潭村       |                                                | 天河区 | 2009年12月28日 | 地下岛式站台       |
| 516                                                                                                  |            | 员村       | 11号线 1103                                    | 天河区 | 2009年12月28日 | 地下岛式站台       |
| 517                                                                                                  |            | 科韵路     | 科韵路站：广州东环城际铁路                     | 天河区 | 2009年12月28日 | 地下岛式站台       |
| 518                                                                                                  |            | 車陂南     | 4号线 422                                      | 天河区 | 2009年12月28日 | 地下岛式站台       |
| 519                                                                                                  |            | 东圃       |                                                | 天河区 | 2009年12月28日 | 地下岛式站台       |
| 520                                                                                                  |            | 三溪       |                                                | 天河区 | 2009年12月28日 | 地下岛式站台       |
| 521                                                                                                  |            | 鱼珠       | 13号线 1301、28号线                            | 黄埔区 | 2009年12月28日 | 地下岛式站台       |
| 522                                                                                                  |            | 大沙地     |                                                | 黄埔区 | 2009年12月28日 | 地下岛式站台       |
| 523                                                                                                  |            | 大沙東     | 7号线 714                                      | 黄埔区 | 2009年12月28日 | 地下岛式站台       |
| 524                                                                                                  |            | 文沖       |                                                | 黄埔区 | 2009年12月28日 | 地下岛式站台       |
| 525                                                                                                  |            | 双沙       |                                                | 黄埔区 | 2023年12月28日 | 地下岛式站台       |
| 526                                                                                                  |            | 庙头       |                                                | 黄埔区 | 2023年12月28日 | 地下岛式站台       |
| 527                                                                                                  |            | 夏园       | 13号线 1305                                    | 黄埔区 | 2023年12月28日 | 地下岛式站台       |
| 528                                                                                                  |            | 保盈大道   |                                                | 黄埔区 | 2023年12月28日 | 地下岛式站台       |
| 529                                                                                                  |            | 夏港       |                                                | 黄埔区 | 2023年12月28日 | 地下岛式站台       |
| 530                                                                                                  |            | 黄埔新港   |                                                | 黄埔区 | 2023年12月28日 | 地下侧式站台       |
| 註釋                                                                                                 |            |            |                                                |        |                |                    |
| - 所有以斜体标识的线路和车站均未开通。 - 虚拟 五羊邨站换乘通道仍在建设中，目前与10号线实施虚拟换乘。 |            |            |                                                |        |                |                    |
| 论 编                                                                                                |            |            |                                                |        |                |                    |

### 换乘站
5号线现时有13座换乘站，其中与10号线换乘的五羊邨站初期采用虚拟换乘方式。
已投入使用
- 夏园站：换乘13号线。本站为5号线东延段车站，较规划中的13号线一期晚实施，两线大致平行，但只預留站廳換乘條件。[21]
- 大沙东站：换乘7号线。因建设期间未作出预留，需经过长通道前往7号线站厅换乘。
- 鱼珠站：换乘13号线。建造时已同步实施，13号线位于5号线之上，为侧式站台。
- 车陂南站：换乘4号线。與4號線同步建造，為T字形節點式換乘。
- 員村站：换乘11号线。因建设期间未作出预留，需经过站廳换乘。
- 珠江新城站：换乘3号线。3號線建造時已同步實施，為十字型節點式換乘。
- 五羊邨站：换乘10号线[22]。5號線建造时未作出預留，10號線將建設換乘通道連通兩個車站實現換乘，唯换乘通道工程进度落后，兩線之间现时採取出閘經地面轉乘，出閘後30分鐘內轉乘即可當作同站轉乘，不影響車費計算及里程累计。待换乘通道完工后实行站內换乘。
- 杨箕站：换乘1号线。因1号线建设期间未作出预留，换乘时需要在站厅通过1号线原A出口改造而成的换乘通道前往1号线的站厅换乘，因通道较狭窄、距离较长且中间需要走一段楼梯，换乘较为不便。
- 区庄站：换乘6号线。两线呈L状相交，5号线站台有扶梯通往北站厅地下室的客流集散区，但由於空間不足，該区与6号线站台只有楼梯连接。
- 广州火车站：换乘2号线。因2号线建设期间未作出预留，本站需经过站厅换乘。
- 西村站：换乘8号线。设计上已作站厅换乘的考虑，需经过南侧站厅换乘。
- 中山八站：换乘11号线。因建设期间未作出预留，需经过站廳换乘。
- 坦尾站：换乘6号线。5号线坦尾站为高架车站，6号线坦尾站为地下车站。

未来换乘站
- 西场站：换乘13号线。因建设期间未作出预留，预计需经过通道换乘。
- 淘金站：前往建设六马路站换乘12号线和13号线。因建设期间未作出预留，預計將設有换乘厅連通兩個車站實現換乘。

未来扩建的换乘站
- 广州火车站：换乘11号线、14号线、22号线和佛山地鐵5號線。预计需经站厅换乘11號線；11號線建設時已同步預留通往14號線的換乘扶梯，預計兩線爲月台節點轉乘；22號線和佛山5號線因應國鐵改造導致方案不穩定，與既有線路轉乘方式尚未明朗。

规划中的换乘站
- 滘口站：计划换乘佛山地铁8号线（原6号线）。因建设期间未作出预留，同時佛山8號線車站預計將設於地下，预计需经过站廳换乘。
- 三溪站：计划换乘25号线及23号线。兩線均為遠期線路，未作預留。
- 黃埔新港站：计划换乘17号线和东莞轨道交通1号线。5號線建設時已為25号线預留換乘節點，為十字形節點換乘，5號線在上，25號線在下[1]，但因25号线更改走線，現時东莞轨道交通1号线廣州段經過本站換乘，預計或将利用该预留结构。

## 行車安排

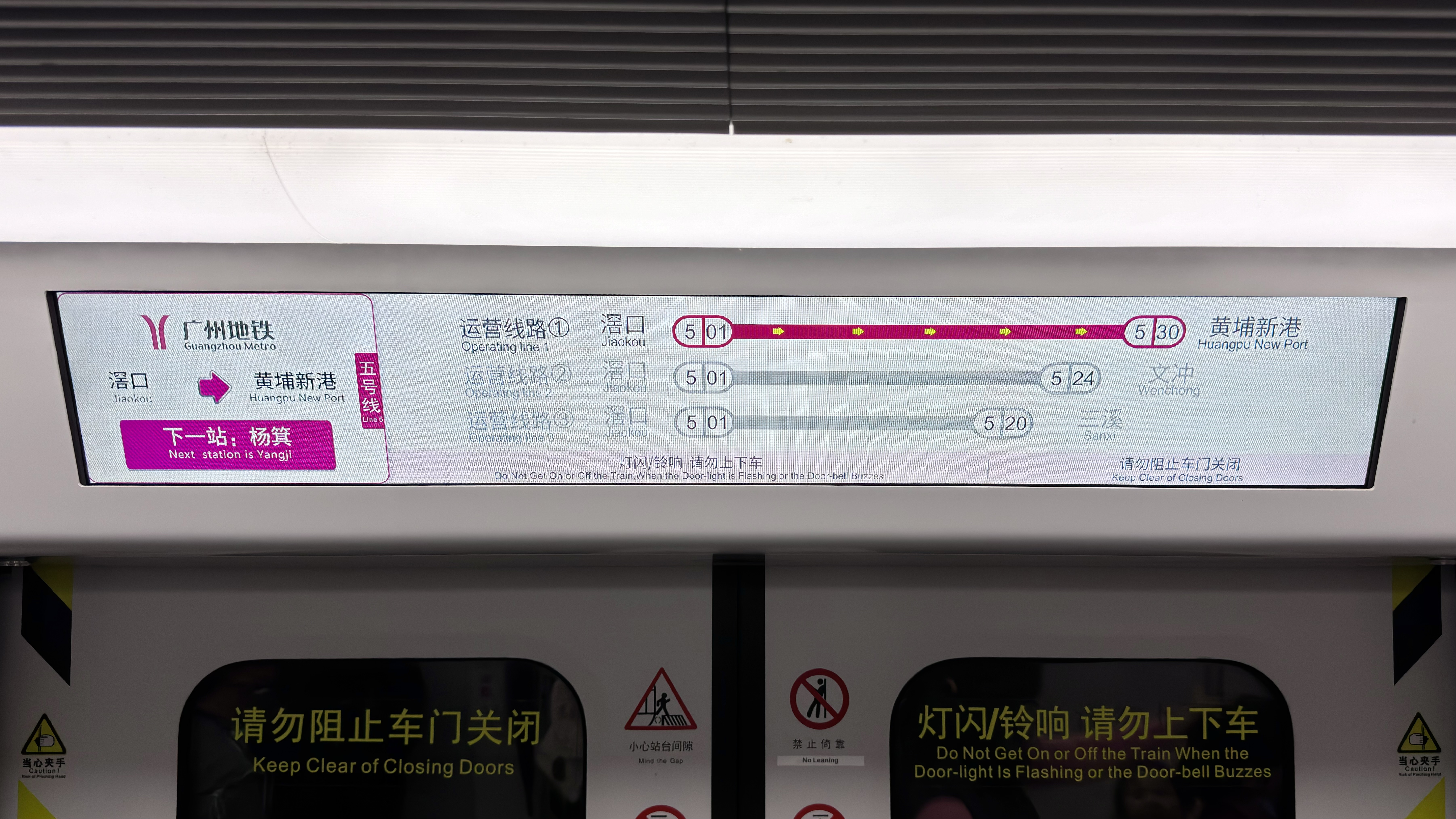
车内的运行交路示意图

5号线现阶段在高峰期开行「滘口至黄埔新港长线车」和「滘口至文冲短线车」，最小行车间隔压缩至2分钟，行车密度位居广州地铁线网首位。为配合东延段开通及长短线车安排，在东延段开通前夕在已将5号线首期各车站站台显示屏升级为顯示三班列车的終點站和到达时间。
现时5号线全程单向运行需70分钟。
5号线在2010年底开始亦会在临近末班车时段开行滘口至三溪的单向短线车，在21号线开通时，5号线在早高峰時段曾开行4趟“滘口-三溪”的双向短线车。东延段开通后，该单向短线车亦延长至文冲，现时每晚23时整从滘口往黄埔新港的尾班車開出之後，將会開出往文冲站的短线车至23时30分。

## 乘客量

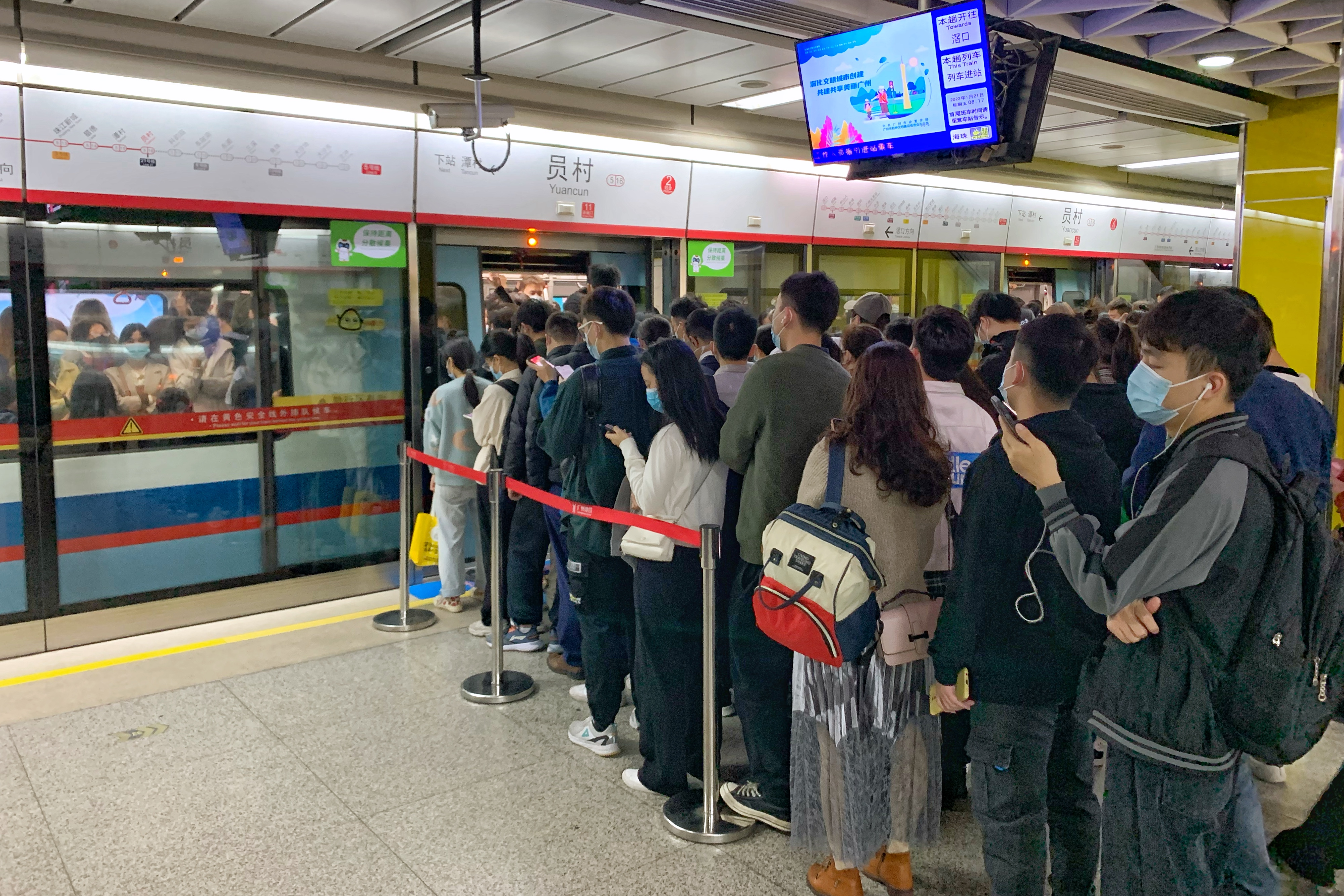
2022年1月，早高峰时期的员村站2號站台（滘口方向），可见车厢满载乘客，站台上仍有大量乘客未能上车。

5號線沿環市路、花城大道和黃埔大道等多條廣州市區重要東西向主幹道行走，連接廣州兩大新舊CBD（淘金、珠江新城）、市區內多個商業區、新舊住宅區以及多個城中村，亦和2號線一同連接廣州火車站，更是天河區東部和老黃埔中心城區連接廣州市區的唯一地鐵通道。因此5號線乘客眾多，通車後更立即成為繼1號線之後的又一條廣州市區東西向大動脈。
2009年12月31日，5号线開通仅短短4天的时间即创下日客运量56.7万的纪录，跨越了1号线從開通到客流突破50万大关需時10年的历程。現時5號線日均客流量亦已突破一百萬人次，位居廣州地鐵各線前列。而且5號線行經的環市路和黃埔大道的路面經常出現交通擠塞，令沿線不少乘客轉投地鐵出行；再加上5號線客流水平與1號線相當，但5號線採用6節L型車編組，列車運力僅及1號線6節A型車編組的約70%。因此令5號線全天候的載客量一直居高不下，早晚高峰時段列車經常出現嚴重擠迫的情況，重點換乘站（廣州火車站、楊箕、珠江新城、車陂南及魚珠等）的月台更是水泄不通。2018年3月份，全線早高峰時段外圍往市區方向滿載率超過100%。
13號線首期開通後，因接入魚珠站並作為唯一換乘站，且5號線使用的列車，載客量僅為13號線8節A型車編組的52.5%，雖然5號線班次比13號線頻密近3倍，但13號線依然加重了對5號線的客流壓力。21號線接入員村站後，繼續加劇5號線的擁擠情況。因此运营方在2019年10月30日至31日早高峰時段试行加开滘口至三溪的区间车以缓解本线路早高峰時段的压力，直至12月8日开始常态化加开区间车。同时在2019年12月18日起，早高峰時段新增工作日文冲站、大沙东站早高峰時段常态化客流管控，并延长员村站、大沙地站、三溪站、东圃站、车陂站早高峰時段常态化客控时间。至此，5号线东段从文冲至车陂南连续7站，早高峰時段全部实现常态化限流。11号线开通后，5号线高峰期客流压力方有所缓解。
在2019年12月31日跨年夜当天，5號綫客流量达到148.5万人次，创该线开通以来的历史新高。2023年日均客流量为103.90万人次，在广州地铁各线中仅次于3号线和2号线。

## 使用列车
5号线自通车日起全数使用6节编组列车营运，目前5号线用列车共计76列，分为三批，列车设计时速100 km/h，最高运行时速90 km/h，在正线营运时采用第三轨供电，车辆段内则采用接触网供电。三批列车的投入营运时间不同，设计细节上亦有区别，详情可参见对应的列车条目。
- 第一批的内部型号为L2，与4号线L1型列车在设计上存在共通之处，原定为4节编组，后更改为6节编组。
- 第二批的内部型号为L4，前20列的牵引系统和制动系统与L2型列车的类似，后12列使用株洲中车时代电气提供的牵引系统和北京纵横机电技术提供的制动系统。
- 第三批的内部型号为L7，是配合5号线东延段的建设，以及补充目前5号线既有运营区段的运力而购买的，首列车于2021年2月1日到达鱼珠车辆段[30]。

| 內部型號 | 內部型號 | 制造商               | 车辆编组               | 制造年代  | 车辆总数 | 车辆总数 |
| -------- | -------- | -------------------- | ---------------------- | --------- | -------- | -------- |
| L2       | L2       | 南车青岛四方机车车辆 | 6L（Mcp+M+Mp+M+M+Mcp） | 2008~2010 | 30列     | 30列     |
| L4       | L4-Ⅰ     | 南车青岛四方机车车辆 | 6L（Mcp+M+Mp+M+M+Mcp） | 2011~2013 | 20列     | 32列     |
| L4       | L4-Ⅱ     | 南车青岛四方机车车辆 | 6L（Mc+Mp+M+M+Mp+Mc）  | 2011~2013 | 12列     | 32列     |
| L7       | L7       | 中车广东轨道交通车辆 | 6L（Mcp+M+M+M+M+Mcp）  | 2021~     | 14列     | 14列     |

## 事件
- 2010年5月3日（五一假期的最后一天）下午1时许，5号线發生信号故障，造成了开通以来第一次影响最严重的列车晚点延误，直到下午3时15分，行车间隔才恢复到正常。
- 2011年1月10日晚上10时30分左右，5号线一列往滘口方向的列车（列车编号为05x055-05x056）在小北站至广州火车站区间发生纵火案，一名乘客点燃携带的煤气罐引致起火爆炸，列车抵達广州火车站後，车内冒出大量白烟。事件导致一名乘客头发被烧，一乘客撞伤，而嫌疑人趁乱逃走。事件引发市民对地铁安全的担忧[31]。事后数小时公安将犯罪嫌疑人吴某（湖南籍）抓捕归案[32]。
- 2014年3月4日上午，5号线往滘口的列车在广州火车站至西村站区间行驶时列车车尾有两少年玩弄一瓶状物，该物发出刺激性气味。车上乘客在疏散过程中发生挤碰，致4人皮外轻微擦伤。公安部門随后在现场找到该瓶子，初步查明为女性防狼喷喷雾。这亦导致广州地铁在亚运之后部分车站开始恢复安检。
- 2014年8月28日上午，5号线中山八至西場上行区间被地面施工单位钻探机钻穿，导致线路运营出现延误、中山八至淘金区间停运。地铁公司调整行车方案并组织公交接驳，于中午12时08分排除隐患，全线列車於13時10分恢复正常运行。经初步调查，该事件系由地铁11号线勘察三标段的钻探施工单位广州中煤江南基础工程公司擅自更改钻探孔位置而造成的[33]。
- 2023年1月28日，即春节后的第一个工作日，在早上8点39分左右，列车在沿途到站时间均有延误。多位乘客搭乘时均表示列车一直有临时停车的广播。地铁方面随后说明延误是因列车设备故障导致。随后在9时17分时排除故障，线路恢复正常运营[34]。

## 未來發展
5号线首期开通至今已有16年，即将接近信号系统设计寿命。广州地铁于2025年8月发布招标公告，计划对本线信号系统进行更新改造。